# انریکتا آلفیری
انریکتا آلفیری (۲۳ فوریه ۱۸۹۱–۲۳ نوامبر ۱۹۵۱)، یک خواهر مذهبی ایتالیایی کاتولیک رومی و یکی از اعضای خواهران خیریه الهی بود.
آلفیری به دلیل کار گسترده‌اش در زندان سن ویتوره در میلان، «مادر سن ویتوره» و «فرشته سن ویتوره» نیز خوانده می‌شود. او در طول جنگ جهانی دوم زمانی که نازی‌ها او را به اتهام جاسوسی دستگیر کردند در آنجا کار می‌کرد. مداخله اسقف اعظم کاردینال میلان آلفردو ایلدفونسو شوستر آزادی او را تضمین کرد.
پاپ بندیکت شانزدهم او را تأیید کرد و کاردینال آنجلو آماتو را به ریاست جشن تبرک در کلیسای جامع میلان در ۲۶ ژوئن ۲۰۱۱ برگزید.

## زندگی
ماریا آنجلا دومنیکا آلفیری در سال ۱۸۹۱ در بورگو ورچلی در خانواده جووانی آلفیری و روزا کامپاگنه به دنیا آمد. او فرزند بزرگ خانواده بود و دو خواهرش آنجلا و ادل بودند و برادرش آخرین فرزند خانواده، کارلو بود.
والدینش او را در کودکی قبل از رفتن به مدرسه آموزش دادند. او در هنر و سوزن دوزی سرآمد بود. او همچنین در خانه به مزارع رسیدگی می‌کرد و در کارهای خانه به مادرش کمک می‌کرد.
از همان دوران کودکی برایش روشن بود که قرار است وارد زندگی مذهبی شود و در نوجوانی بسیار سعی در این کار داشت که باعث ناراحتی والدینش شد و از او خواستند تا ۲۰ سالگی در خانه بماند. او در ۲۰ دسامبر ۱۹۱۱ عضو جماعت سنت ژان-آنتید توره شد. او در ۱۲ ژوئیه ۱۹۱۷ دیپلم را در آموزش و پرورش دریافت کرد. آلفیری به عنوان معلم مهدکودک در ورچلی کار می‌کرد اما در سال ۱۹۱۷ پس از اینکه متوجه شد به بیماری پات مبتلا شده، مجبور شد از سمت خود دست بکشد.
آلفیری در ۲۵ فوریه ۱۹۲۳ پس از رفتن به زیارت لورد در فرانسه - در چیزی که یک معجزه تلقی می‌شد - درمان شد. در آوریل ۱۹۲۰ او برای آزمایش و درمان - بدون نتیجه - به میلان رفته بود و بعداً مشخص شد که به اسپوندیلیت دژنراتیو مبتلا شده است. وضعیت او در ورچلی رو به وخامت گذاشت و اغلب با درد شدید بی‌حرکت می‌شد. در ماه مه ۱۹۲۲، مافوق‌هایش او را برای زیارت به لورد فرستادند به این امید اینکه معجزه‌ای انجام شود. هیچ اتفاقی نیفتاد و او در عوض یک بطری آب از لورد با خود برد. وقتی درد شدیدی احساس می‌کرد از آن جرعه می‌نوشید. در ژانویه ۱۹۲۳ پزشکان تشخیص دادند که او صعب العلاج است و در ۵ فوریه ۱۹۲۳ مسح مریض را دریافت کرد. در ۲۵ فوریه ۱۹۲۳ در ساعت ۸ بعد از ظهر او جرعه جرعه آب نوشید و برای مدت کوتاهی بیهوش شد و صدایی شنید: «بلند شو». او بدون هیچ دردی از رختخواب برخاست و بعدها در مورد این لحظه نوشت: «درهای بهشت بسته است، درهای زندگی دوباره باز می‌شوند.»
او کاملا بهبود یافت به‌طوری که در ۲۴ مه ۱۹۲۳ به سرپرستی زندانیان میلان در زندان سن ویتوره منصوب شد. او در میان زندانیان به دلیل مراقبت و محبت خود از محبوبیت خوبی برخوردار بود و به همین دلیل دو نام «مادر سن ویتوره» و «فرشته سن ویتوره» را به خود اختصاص داد. او در سال ۱۹۳۹ به سمت بالاتری منصوب شد. در طول جنگ جهانی دوم زندان سن ویتوره تبدیل به مقر اس.اس. شد که علاوه بر یهودیان و مبارزان مقاومت، کشیش‌ها و راهبه‌ها در آن زندانی شدند. آلفیری و دیگر راهبان و کشیشان به ارسال لوازم و پیام‌ها به یهودیان و دیگرانی که از آزار و دستگیری و شکنجه فرار می‌کردند کمک کردند، او همچنین با مقامات کلیسا برای مداخله برای کسانی که به کمک‌ نیاز داشتند، همکاری کرد. او همچنین با اسقف اعظم کاردینال میلان آلفردو ایلدفونسو شوستر کار کرد. در ۲۳ سپتامبر ۱۹۴۴ نازی‌ها پیامی را که به او ارسال شده بود رهگیری کردند و به اتهام جاسوسی دستگیر و به اعدام یا زندان در رایش سوم در اردوگاه کار اجباری محکوم شد. او یازده روز را در بازداشت گذراند. شخصیت‌های کلیسایی - مانند کاردینال شوستر - مداخله کردند و او آزاد شد و به برشا نقل مکان کرد و در آنجا خاطراتی از دوران زندان خود نوشت. شوستر همچنین به بنیتو موسولینی نامه نوشته بود و از او درخواست عفو آلفیری کرده بود. در ۷ مه ۱۹۴۵ او دوباره در زندان سن ویتوره تحت اداره زندانیان جنگی و زندانبانان سابق آنها به سرپرستی زندانیان منصوب شد.
آلفیری بر اثر افتادن در خارج از کلیسای جامع میلان در پیازا در سپتامبر ۱۹۵۰ استخوان رانش شکست و به دنبال آن به دلیل عملکرد بد کبد و قلب بیمار شد. او یک بار در مورد مرگ قریب الوقوع خود گفت:«باور نمی‌کردم که مردن آنقدر خوب باشد». او در ساعت ۱۵:۰۰ روز ۲۳ نوامبر ۱۹۵۱ درگذشت. زندانیان در سن ویتوره قبل از تشییع جنازه او برای احترام به "فرشته سن ویتوره" به دیدار جسد او رفتند. او در ۱ مارس ۲۰۱۱ نبش قبر شد.